# Юрківці (Гайсинський район)
Юркі́вці — село в Україні, у Райгородській сільській громаді Гайсинського району Вінницької області. Розташоване на обох берегах річки Червона (притока Бажанихи) за 45,5 км на схід від міста Немирів та за 8,5 км від залізничної станції Ситківці. Населення становить 746 осіб (станом на 1 січня 2015 р.).

## Історія
Клірові відомості, метричні книги, сповідні розписи церкви Успіння Пресвятої Богородиці с. Юрківці Ситковецької волості Липовецького пов. Київської губ. зберігаються в ЦДІАК УКраїни.
Юрківці, село на піднесеному місці при джерелах струмка Червоної, за 6 верст з'єднується в селі Ситківці з рікою Повстянкою. Жителів обох статей: православних 756, іновірців римських і єврейських 10; землі 1584 десятини. Належить Северину Тадейовичу Сирочинському (латинського віросповідання, 1808 року народження). Церква Успіння Пресвятої Богородиці, дерев'яна, 6-го класа, землі з хутором має 77 десятин; побудована у 1751 році.
7 (20) листопада 1917 року, відповідно до Третього Універсалу Української Центральної Ради, увійшло до складу Української Народної Республіки.

## Відомі люди
- Євген Ковтонюк — перший президент та один із засновників Української Есперанто Асоціації.

## Галерея

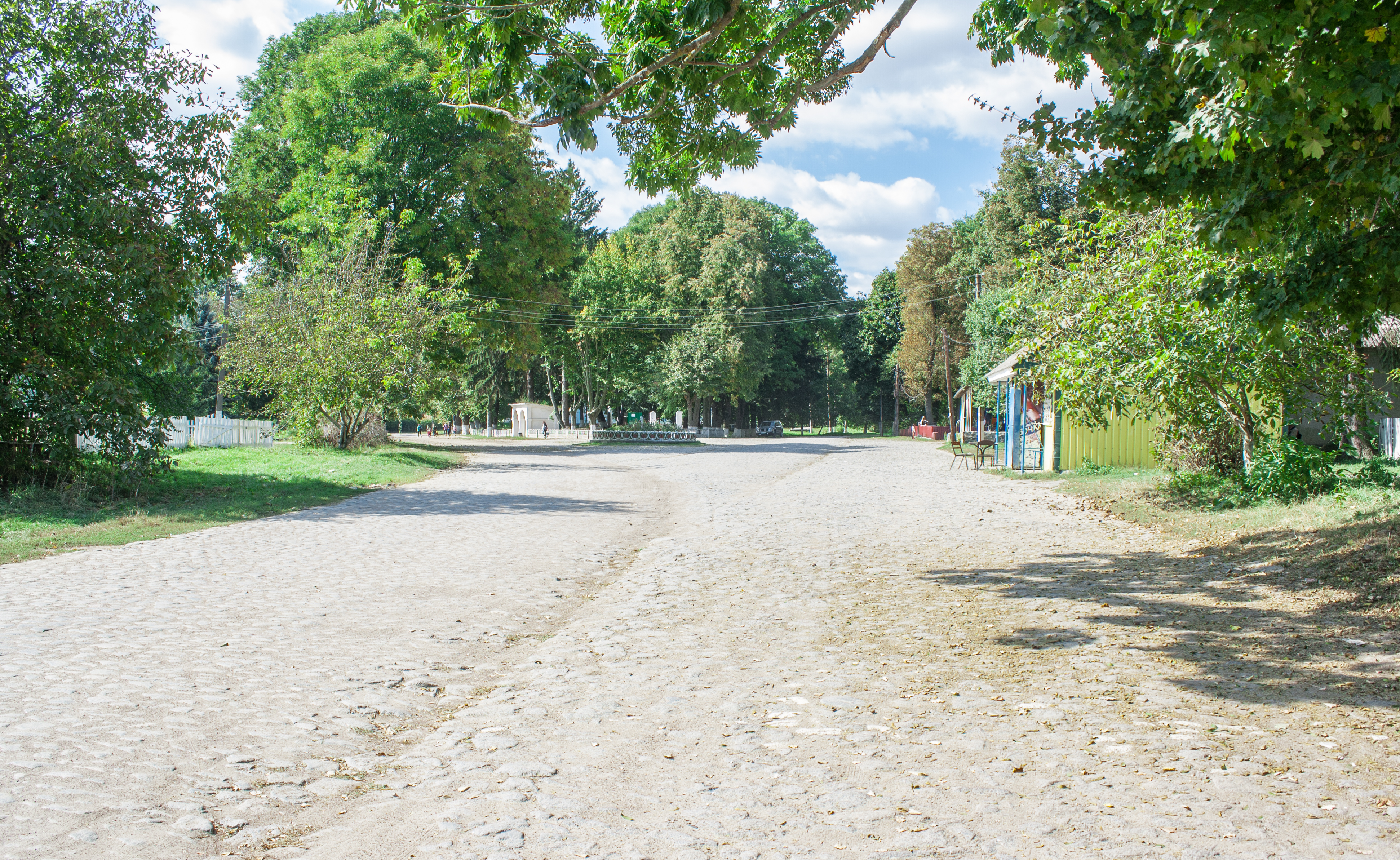
Центр села
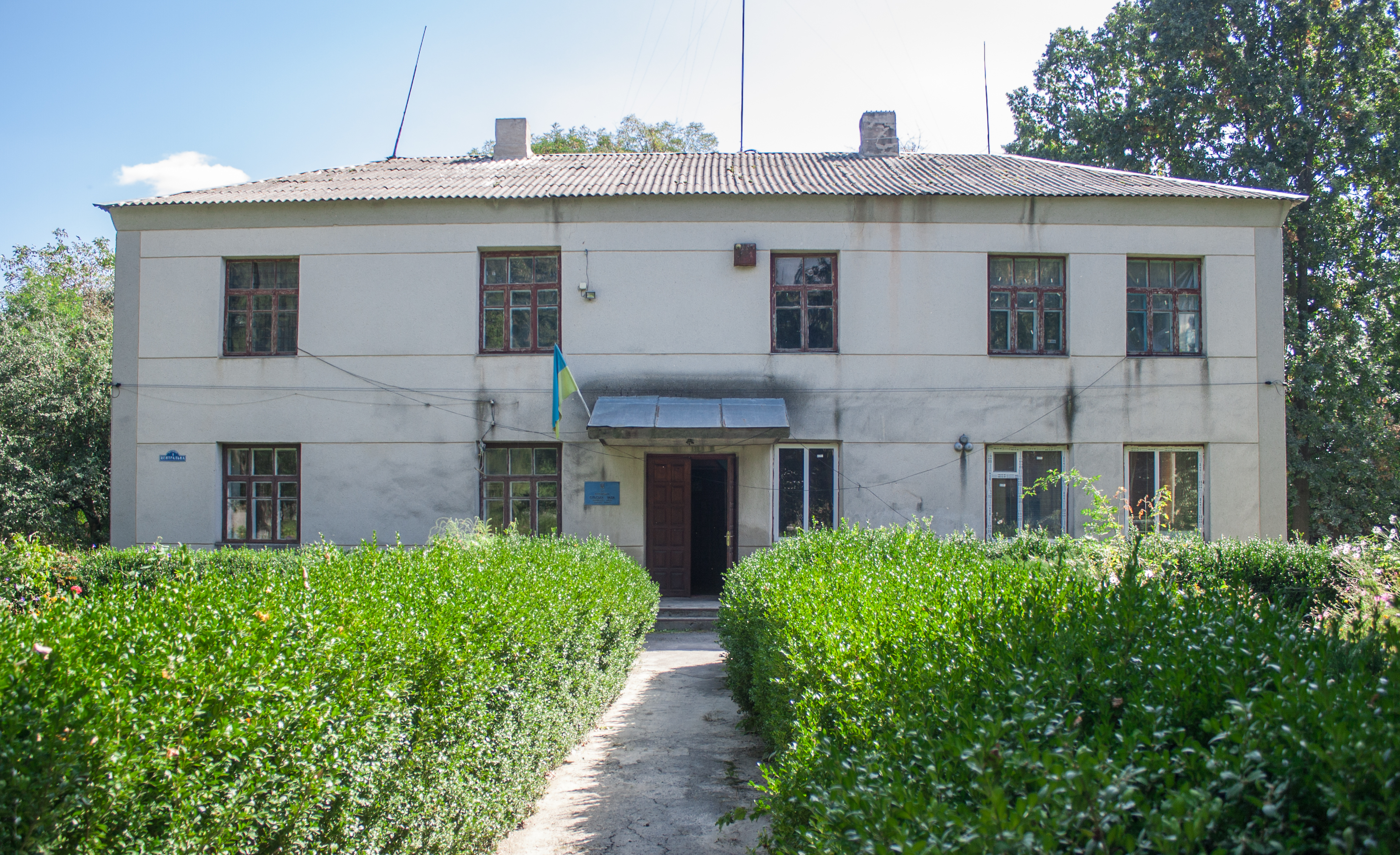
Сільська рада
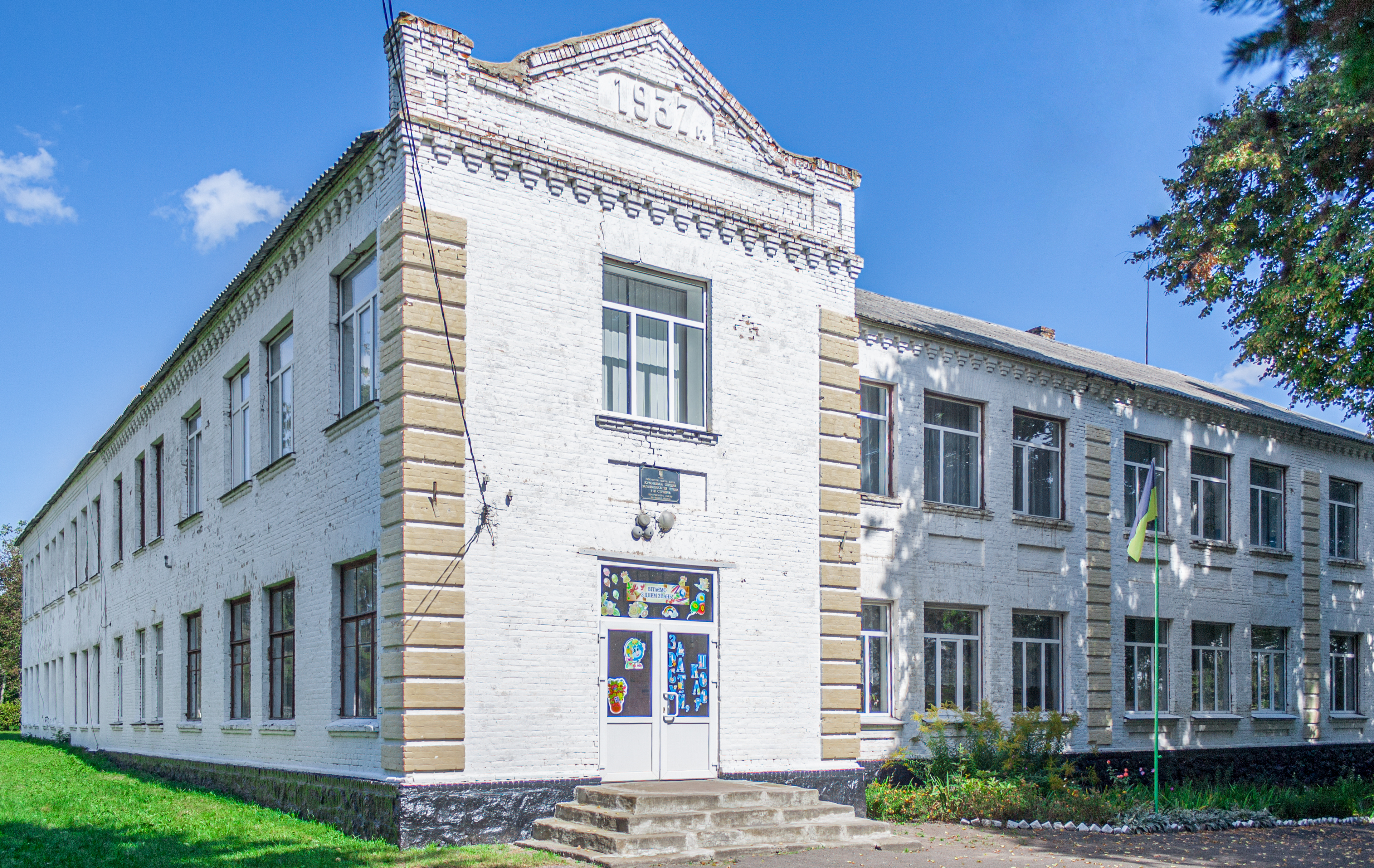
Школа
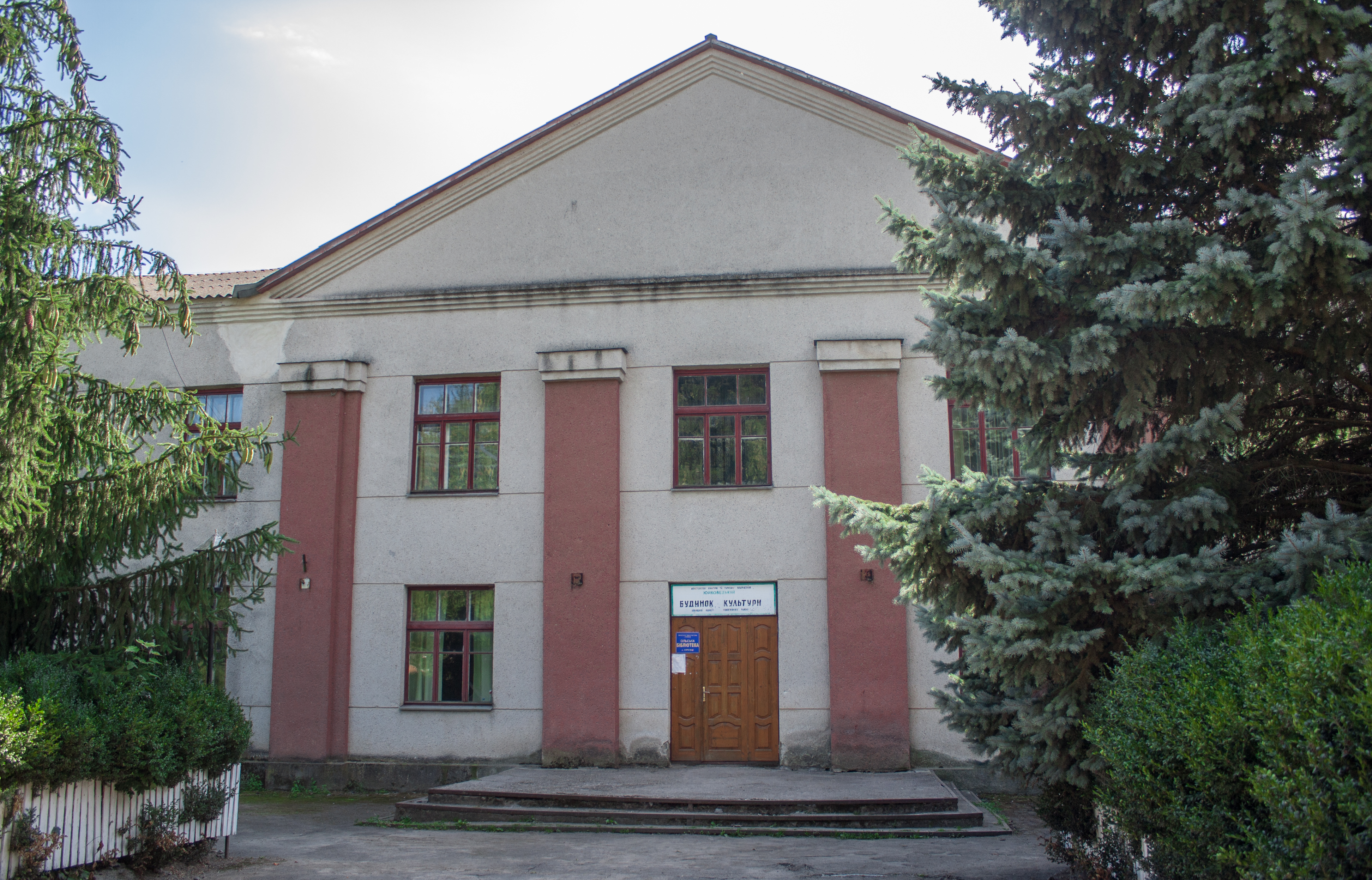
Будинок культури
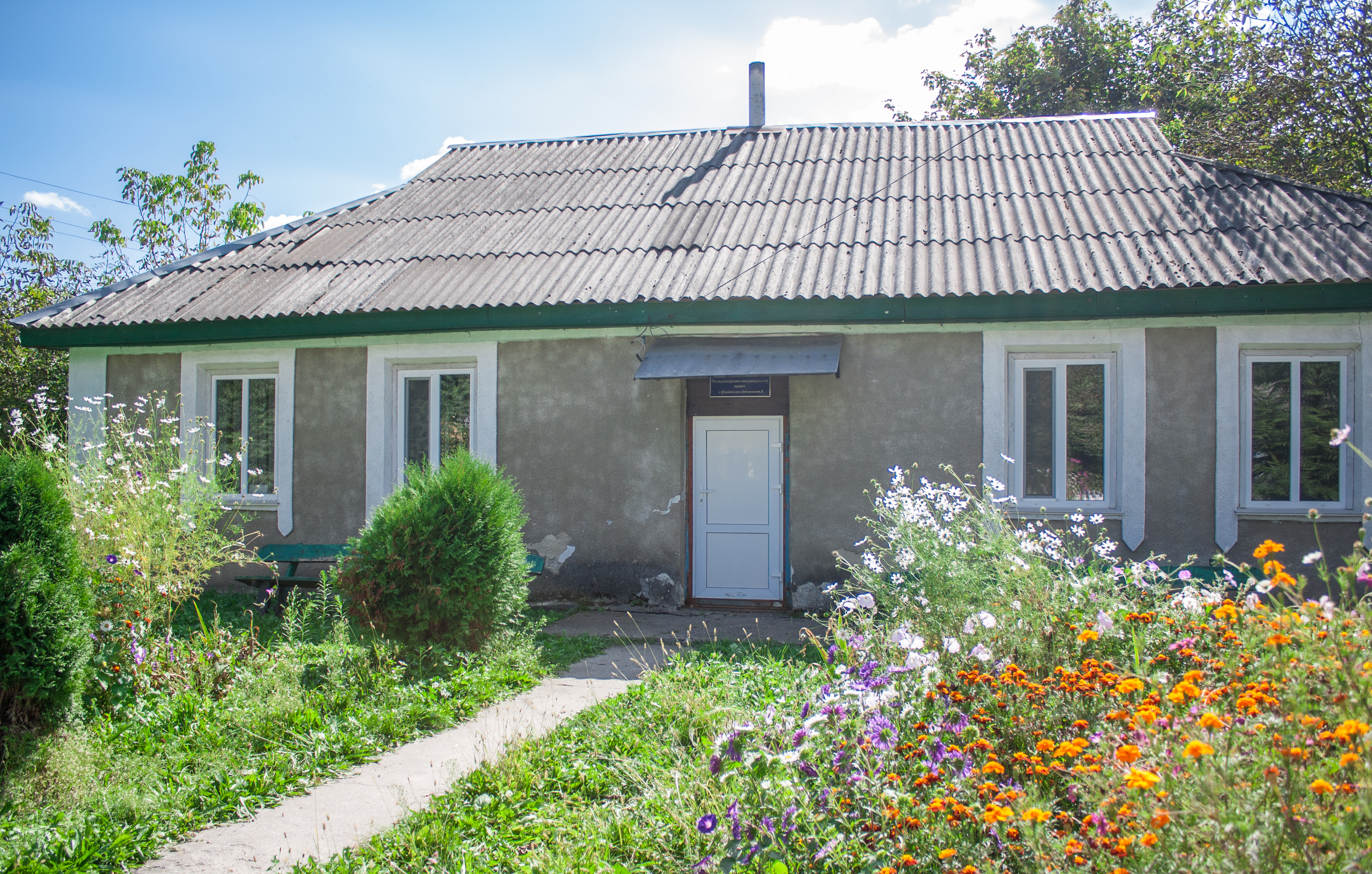
ФАП
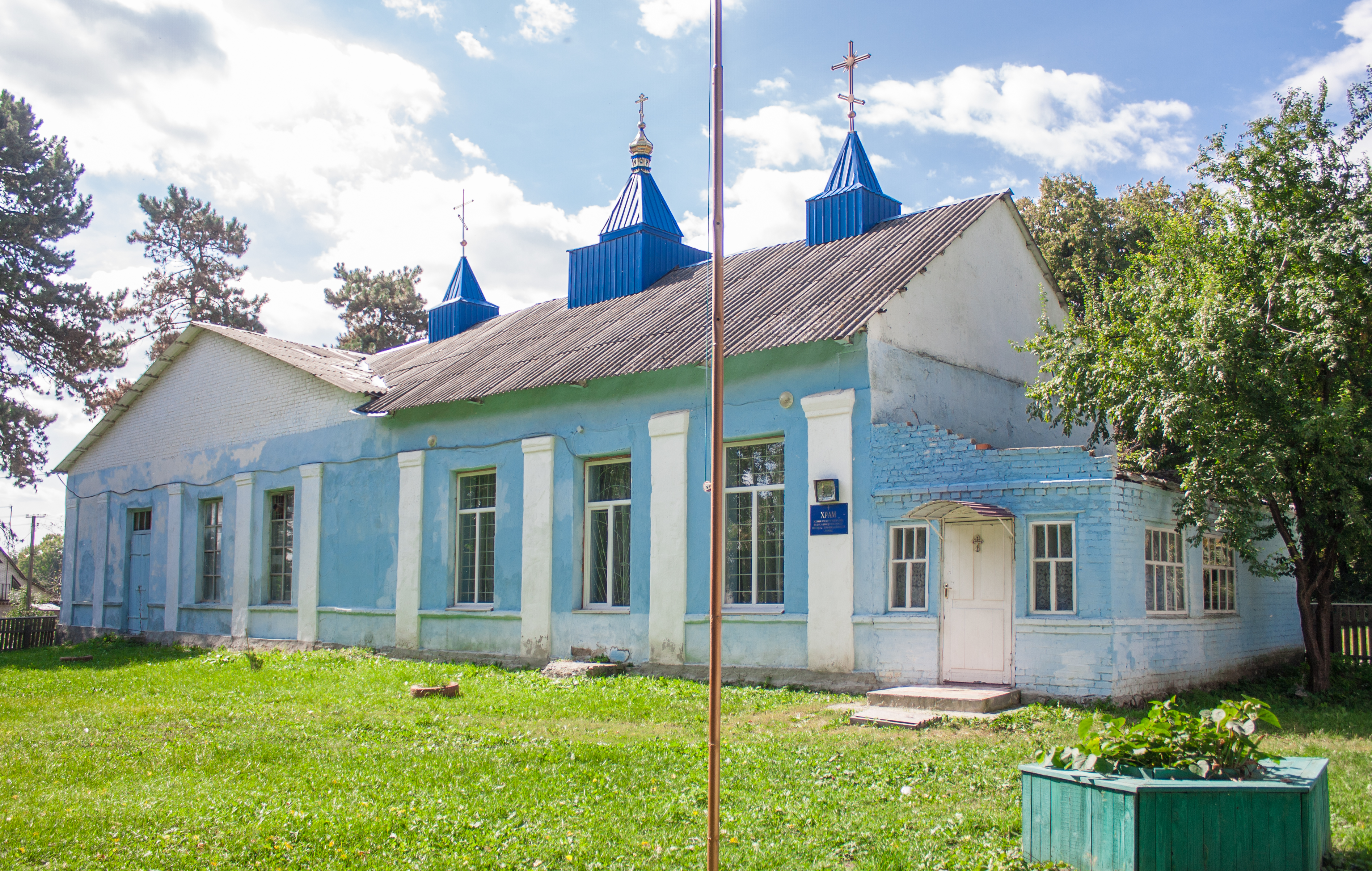
Храм Успіння Пресвятої Богородиці
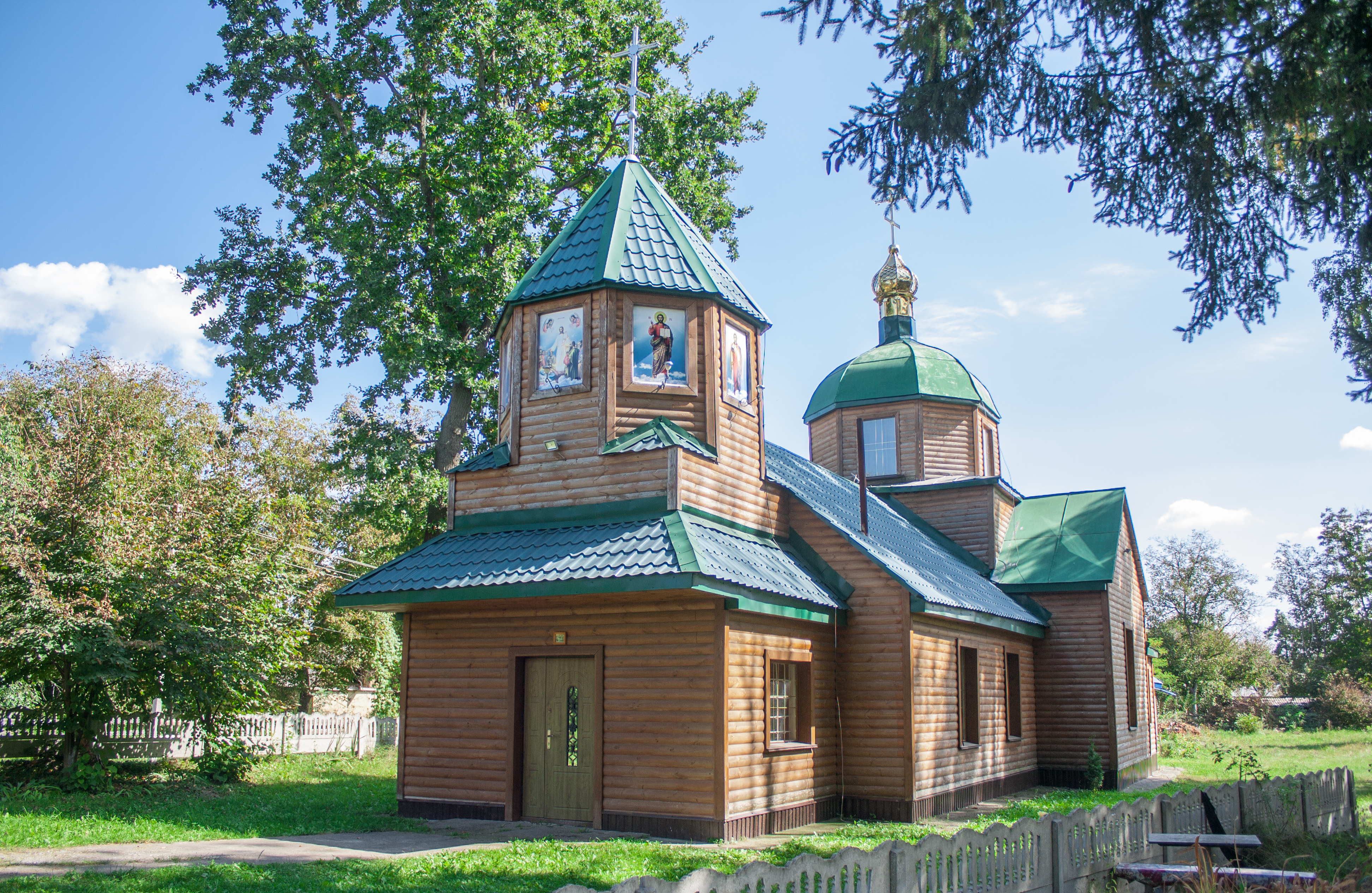
Церква
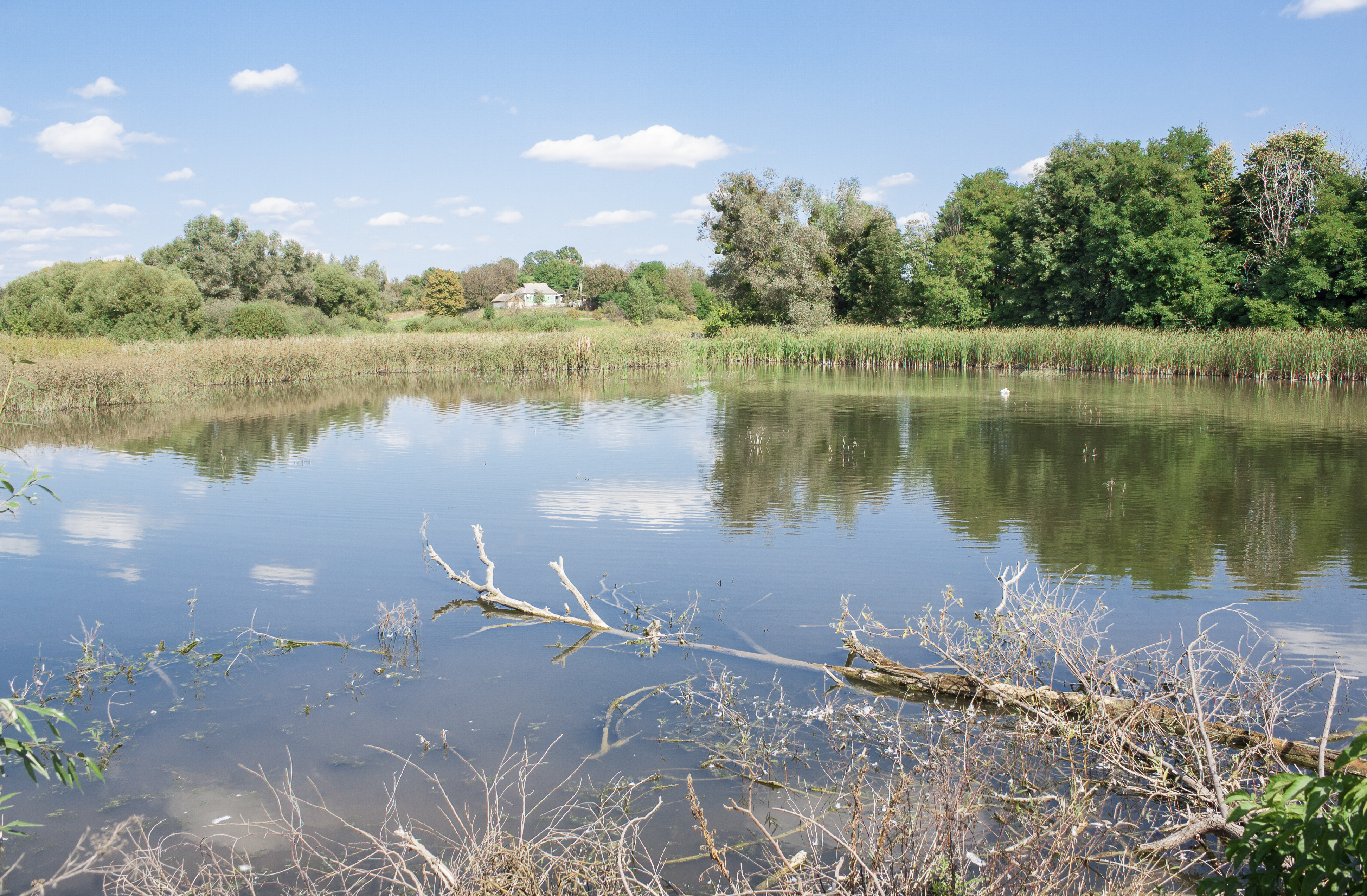
Ставок на річці Червона
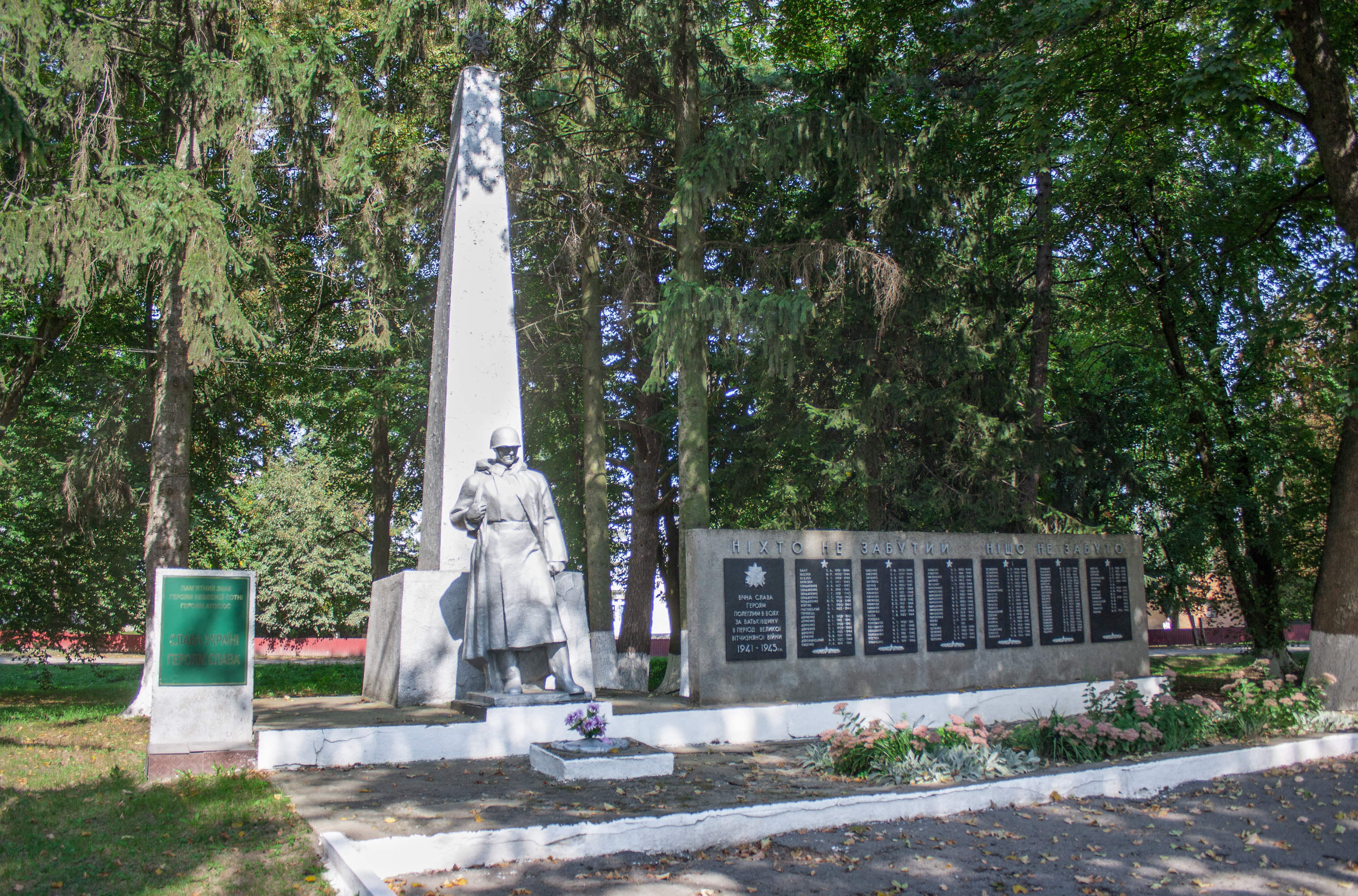
Пам'ятник воїнам-односельчанам